# تيمو كورهونين
تيمو كورهونين (بالفنلندية: Timo Korhonen)‏ هو عازف قيثارة فنلندي، ولد في 6 نوفمبر 1964.

## وصلات خارجية
- تيمو كورهونين على موقع ميوزك برينز (الإنجليزية)
- تيمو كورهونين على موقع أول ميوزيك (الإنجليزية)
- تيمو كورهونين على موقع ديسكوغز (الإنجليزية)